# تیمکت

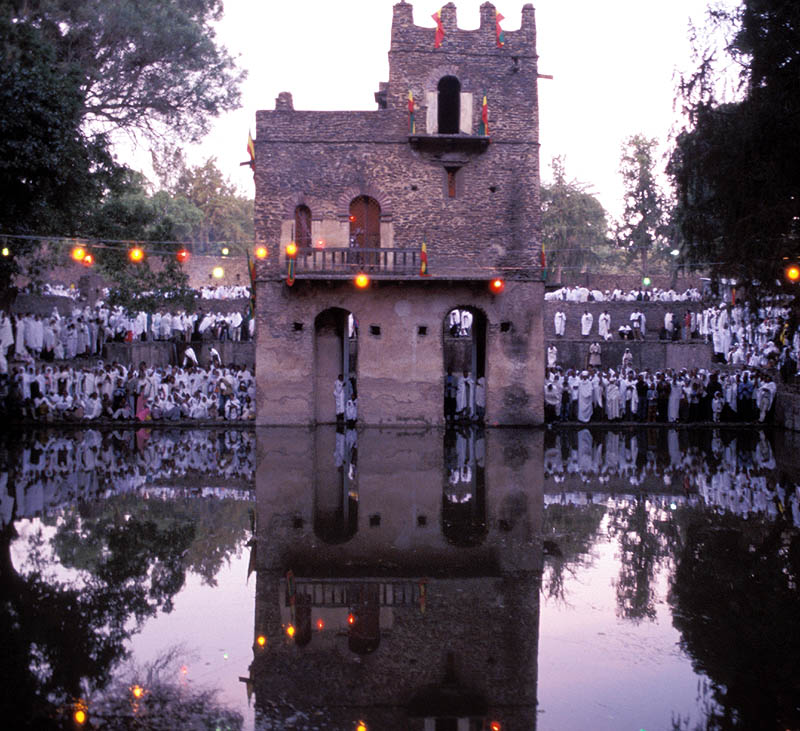
مراسم کلیسای اتیوپی در حمام فاسیلیداس در گوندار، اتیوپی، برگزاری جشن تیمکت.

تیمکت ( Ge'ez : ጥምቀት) یک مراسم کلیسای ارتدوکس توحیدی اریتره و کلیسای توحیدی اتیوپی است که در روز ایپفانی برگزار می‌وشد. این جشن در نوزدهم ژانویه (یا بیستم در سال کبیسه) برگزار می‌شود، که با روز یازدهم Terr در تقویم اتیوپیایی مطابقت می‌کند.
تیمکت جشن تعمید عیسی در رود اردن است. این جشنواره بیشتر به خاطر بازسازی آیینی غسل تعمید مشهور است (شبیه به چنین احیاهایی که توسط مسیحیان مقدس مقدس هنگام بازدید از اردن انجام می‌شود).

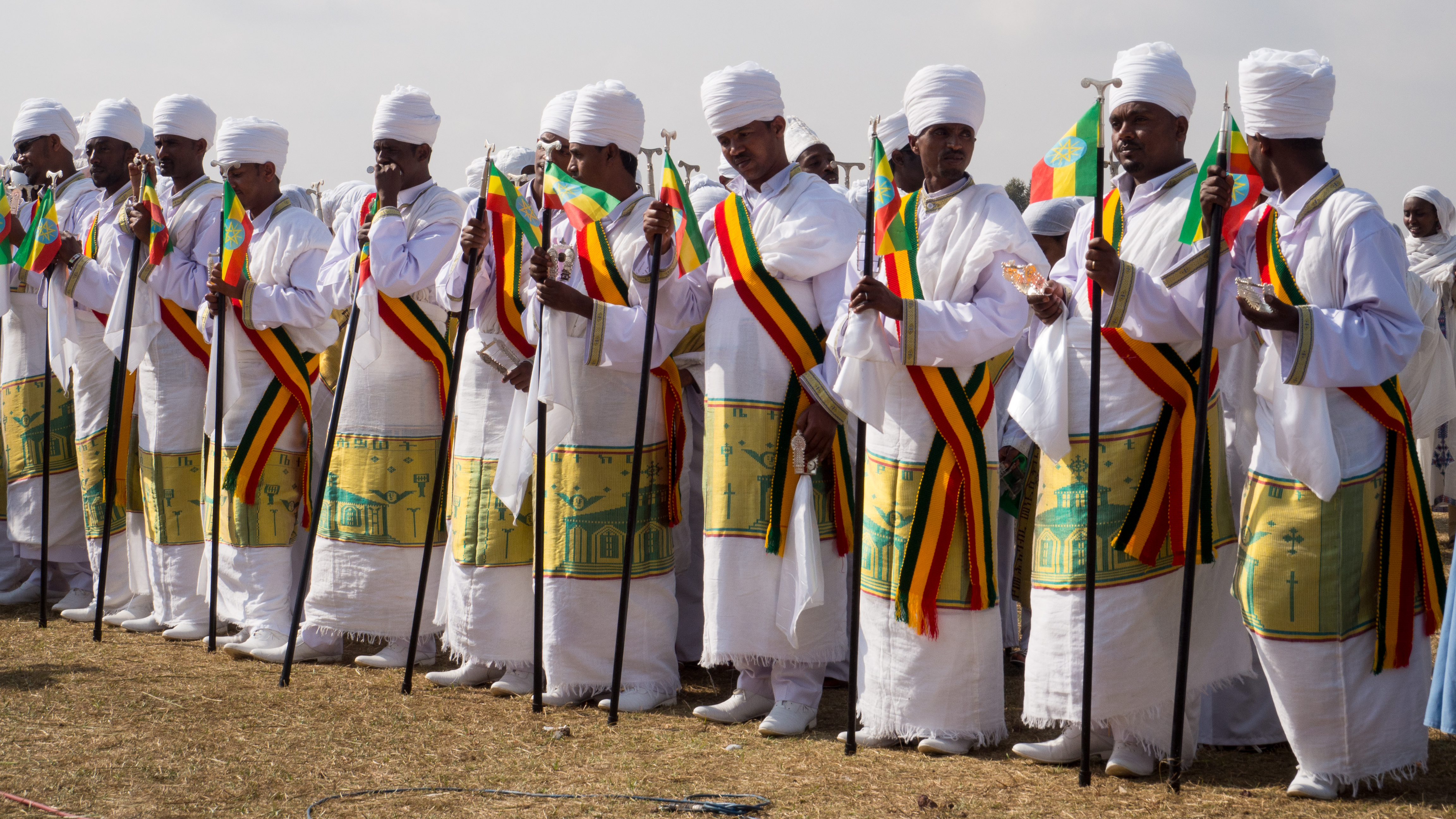
کشیش‌های کلیسای توحیدی اتیوپیایی در یک مراسم تیمکت آدیسابابا.

در طول مراسم تیمکت ، تابوت، مدلی از تابوت عهد، که در هر محراب اتیوپی وجود دارد، با احترام در پارچه ای غنی پیچیده شده و در صفوف سر کشیش حمل می شود. تابوت، که در غیر این صورت توسط افراد غیر روحانی کمتر دیده می شود، نمایانگر مظهر عیسی مسیح است که برای تعمید به اردن آمد. مراسم مقدس صبح زود (حدود ساعت ۲ صبح) نزدیک یک جویبار یا استخر برگزار می‌شود. سپس در زمان طلوع بر آب دعا خوانده شده و به طرف شرکت کنندگان پاشیده می شود. برخی از شرکت‌کنندگان وارد آب میشوند و خود را غوطه‌ور می‌کنند، و به طور نمادین نذرهای تعمید خود را تجدید می‌کنند. اما جشنواره به همین جا ختم نمی‌شود.
یونسکو تیمکت را در سال ۲۰۱۹ در فهرست نمونه‌های میراث فرهنگی ناملموس بشریت ثبت کرد. 

## یادداشت
1. ↑  "UNESCO - Ethiopian epiphany". ich.unesco.org (به انگلیسی). Retrieved 2020-01-02.